# Canton de Perros-Guirec
Le canton de Perros-Guirec est une circonscription électorale française située dans le département des Côtes-d'Armor et la région Bretagne.

## Histoire
Le canton de Perros-Guirec a été créé en 1790.
Le redécoupage cantonal de 2014 ne change pas la composition du canton de Perros-Guirec. Il est entièrement inclus dans l'arrondissement de Lannion. Le bureau centralisateur est situé à Perros-Guirec.

## Représentation

### Conseillers d'arrondissement (de 1833 à 1940)
| Période                                  | Période      | Identité                              | Étiquette             | Qualité |
| ---------------------------------------- | ------------ | ------------------------------------- | --------------------- | --- |
| 1833                                     | 1845         | Jean Louis Le Coz                     |                       | Notaire, maire de Pleumeur-Bodou                                                                            |
| 1845                                     | 1848         | M. Jourand                            |                       | Propriétaire à Perros-Guirec                                                                                |
|                                          |              |                                       |                       | |
| av.1856                                  | 1864 (décès) | Pierre Yves Le Luyer (1796-1864)      |                       | Recteur (clergé) de Trébeurden de 1829 à 1864, Président du Conseil d'arrondissement                        |
| 1864                                     | 1870         | Vicomte Henri de Nompère de Champagny | Droite                | Propriétaire à Pleumeur-Bodou                                                                               |
|                                          |              |                                       |                       | |
| 1871                                     |              | M. Scornec                            |                       | Propriétaire à Pleumeur-Bodou                                                                               |
|                                          |              |                                       |                       | |
|                                          | 1887         | Yves-Marie Lissillour (1849-1887)     |                       | Maire de Louannec                                                                                           |
|                                          |              |                                       |                       | |
| 1895                                     | 1904 (décès) | Guy Keraudren                         |                       | Négociant en vins, maire de Trégastel (1887-1904), Président du Conseil d'arrondissement                    |
| 1904                                     | 1922         | Jean-Marie Audren                     | Rad.                  | Cultivateur, maire de Trébeurden, Président du Conseil d'arrondissement                                     |
| 1922                                     | 1925         | François-Marie Daniel                 | Droite                | Commerçant à Perros-Guirec                                                                                  |
| 1925                                     | 1931         | Frédéric Le Mat                       | Républicain démocrate | Médecin, Premier adjoint au maire de Perros-Guirec                                                          |
| 1931                                     | 1937         | Alfred Le Toiser                      | Radical               | Instituteur en retraite, conseiller municipal puis adjoint au maire de Perros-Guirec                        |
| 1937                                     | 1940         | Louis Mangard                         | SFIO                  | Commis de perception à Perros-Guirec                                                                        |
| 1940                                     |              |                                       |                       | Les conseils d'arrondissement ont été suspendus par la loi du 12 octobre 1940 et n'ont jamais été réactivés |
| Les données manquantes sont à compléter. |              |                                       |                       | |

### Conseillers généraux de 1833 à 2015
| Période | Période             | Identité                                                      | Étiquette                                                             | Qualité |
| ------- | ------------------- | ------------------------------------------------------------- | --------------------------------------------------------------------- | --- |
| 1833    | 1839 (décès)        | Pierre François Marie Pasquiou                                |                                                                       | Cultivateur, notaire Maire de Trévou-Tréguignec |
| 1839    | 1852                | Yves Jean Tassel                                              | Gauche                                                                | Notaire à Louannec Représentant du peuple (1847-1849) |
| 1852    | 1861                | Emile Toussaint Marie Dépasse                                 |                                                                       | Propriétaire, maire de Lannion |
| 1861    | 1870                | Yves Jean Tassel                                              | Gauche                                                                | Propriétaire et notaire à Perros-Guirec et à Lannion |
| 1870    | 1874                | Vicomte Henri de Nompère de Champagny                         | Droite                                                                | Propriétaire à Pleumeur-Bodou, conseiller d'arrondissement Député (1871-1876) |
| 1874    | 1880                | Ferdinand Le Scornet                                          | Républicain                                                           | Propriétaire et avoué à Lannion |
| 1880    | 1885 (décès)        | Vicomte Henri de Nompère de Champagny (1831-1885)             | Droite                                                                | Maire de Pleumeur-Bodou Député (1871-1876) Sénateur (1876-1885) |
| 1885    | 1898                | Henri de Nompère de Champagny (1859-1933) (fils du précédent) | Conservateur                                                          | Maire de Pleumeur-Bodou (1888-1933) |
| 1898    | 1904                | Jean Le Rolland                                               | Rad.                                                                  | Médecin, maire de Louannec |
| 1904    | 1905 (invalidation) | Henri de Nompère de Champagny                                 | Conservateur                                                          | Maire de Pleumeur-Bodou (1888-1933) |
| 1905    | 1907 (démission)    | Emile Le Gac père                                             | Rad.                                                                  | Notaire, maire de Perros-Guirec (1896-1907 et 1919-1925) |
| 1908    | 1922                | Jean Le Rolland                                               | Rad.                                                                  | Médecin, maire de Louannec |
| 1922    | 1937                | Jean-Marie Audren                                             | Rad.                                                                  | Cultivateur, maire de Trébeurden |
| 1937    | 1940                | Emile Le Gac fils (1903-1973)                                 | Rad.                                                                  | Conseiller municipal de Perros-Guirec |
|         |                     |                                                               |                                                                       | |
| 1943    | 1945                | Yves-Marie Connan (1886-1960)                                 |                                                                       | Hôtelier Maire de Perros-Guirec Nommé conseiller départemental en 1943 |
|         |                     |                                                               |                                                                       | |
| 1945    | 1949                | Emile Le Gac                                                  | Rad. puis Mouvement unifié de la résistance française (proche du PCF) | Agent d'assurances, ancien déporté à Dachau, Médaille de la Résistance Président départemental du mouvement des combattants de la Paix Ancien Conseiller municipal de Perros-Guirec (révoqué par le Gouvernement de Vichy) |
| 1949    | 1979                | Pierre Bourdellès                                             | Rad. puis CD puis CDP puis UDF-CDS                                    | Cultivateur Député (1958-1978) - Maire de Louannec |
| 1979    | 1985                | Pierre Berre                                                  | PS                                                                    | Adjoint au maire de Pleumeur-Bodou (1989-2008) |
| 1985    | 1998                | Léon Le Merdy                                                 | UDF                                                                   | Ingénieur retraité Adjoint au maire de Perros-Guirec |
| 1998    | 2011                | Pierrick Perrin                                               | PS                                                                    | Cadre supérieur à la Caisse d'Allocation Familiales Maire de Pleumeur-Bodou (1989-2008) |
| 2011    | 2015                | Sylvie Bourbigot                                              | EELV                                                                  | Ingénieure en informatique Conseillère municipale de Perros-Guirec |

### Conseillers départementaux à partir de 2015
| Période élective | Période élective | Mandat | Mandat   | Identité             | Nuance | Nuance | Qualité |
| ---------------- | ---------------- | ------ | -------- | -------------------- | ------ | ------ | --- |
| 2015             | 2021             | 2015   | 2021     | Erven Léon           |        | DVD    | Dirigeant d'entreprise Maire de Perros-Guirec (depuis 2014) 11ème Vice-Président du Conseil départemental (Economie et agriculture) |
| 2015             | 2021             | 2015   | 2021     | Nicole Michel        |        | DVD    | Commerçante Adjointe au maire de Louannec jusqu'en 2020                                                                             |
| 2021             | 2028             | 2021   | en cours | Marie Louise Droniou |        | DVD    | Ancien cadre, adjointe au maire de Pleumeur-Bodou                                                                                   |
| 2021             | 2028             | 2021   | en cours | Erven Léon           |        | DVD    | Dirigeant d'entreprise Maire de Perros-Guirec (depuis 2014)                                                                         |

### Résultats détaillés

#### Élections de mars 2015
À l'issue du 1er tour des élections départementales de 2015, deux binômes sont en ballottage : Erven Léon et Nicole Michel (DVD, 38,58 %) et Sylvie Bourbigot et Michel Peroche (Union de la Gauche, 34,04 %). Le taux de participation est de 53,37 % (12 445 votants sur 23 317 inscrits) contre 56,24 % au niveau départementalet 50,17 % au niveau national.
Au second tour, Erven Léon et Nicole Michel (DVD) sont élus avec 51,7 % des suffrages exprimés et un taux de participation de 53,66 % (5 961 voix pour 12 512 votants et 23 319 inscrits).

#### Élections de juin 2021
Le premier tour des élections départementales de 2021 est marqué par un très faible taux de participation (33,26 % au niveau national). Dans le canton de Perros-Guirec, ce taux de participation est de 40,91 % (9 766 votants sur 23 870 inscrits) contre 39,37 % au niveau départemental. À l'issue de ce premier tour, deux binômes sont en ballottage : Marie Louise Droniou et Erven Léon (DVD, 46,28 %) et Caroline Benech et Philippe Sayer (Union à gauche avec des écologistes, 39,83 %).
Le second tour des élections est marqué une nouvelle fois par une abstention massive équivalente au premier tour. Les taux de participation sont de 34,3 % au niveau national, 40,31 % dans le département et 41,47 % dans le canton de Perros-Guirec. Marie Louise Droniou et Erven Léon (DVD) sont élus avec 54,55 % des suffrages exprimés (5 106 voix pour 9 902 votants et 23 875 inscrits),,. 

## Composition

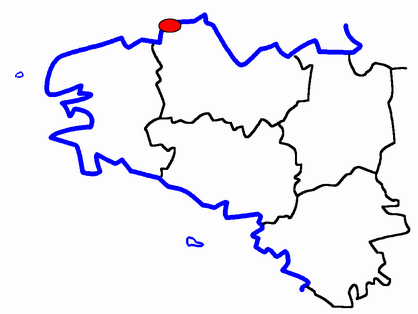
Situation du canton de Perros-Guirec dans le département des Côtes-d'Armor avant 2015.

La composition du canton de Perros-Guirec n'a pas été modifiée par le redécoupage de 2014. Il comporte toujours 9 communes.
| Nom                                   | Code Insee | Intercommunalité             | Superficie (km2) | Population (dernière pop. légale) | Densité (hab./km2) | Modifier                                    |
| ------------------------------------- | ---------- | ---------------------------- | ---------------- | --------------------------------- | ------------------ | ------------------------------------------- |
| Perros-Guirec (bureau centralisateur) | 22168      | CA Lannion-Trégor Communauté | 14,16            | 7 260 (2022)                      | 513                | modifier les données · modifier les données |
| Kermaria-Sulard                       | 22090      | CA Lannion-Trégor Communauté | 9,02             | 1 106 (2022)                      | 123                | modifier les données · modifier les données |
| Louannec                              | 22134      | CA Lannion-Trégor Communauté | 13,91            | 3 053 (2022)                      | 219                | modifier les données · modifier les données |
| Pleumeur-Bodou                        | 22198      | CA Lannion-Trégor Communauté | 26,71            | 3 828 (2022)                      | 143                | modifier les données · modifier les données |
| Saint-Quay-Perros                     | 22324      | CA Lannion-Trégor Communauté | 4,72             | 1 289 (2022)                      | 273                | modifier les données · modifier les données |
| Trébeurden                            | 22343      | CA Lannion-Trégor Communauté | 13,40            | 3 821 (2022)                      | 285                | modifier les données · modifier les données |
| Trégastel                             | 22353      | CA Lannion-Trégor Communauté | 7,00             | 2 532 (2022)                      | 362                | modifier les données · modifier les données |
| Trélévern                             | 22363      | CA Lannion-Trégor Communauté | 6,94             | 1 240 (2022)                      | 179                | modifier les données · modifier les données |
| Trévou-Tréguignec                     | 22379      | CA Lannion-Trégor Communauté | 6,52             | 1 581 (2022)                      | 242                | modifier les données · modifier les données |
| Canton de Perros-Guirec               | 2212       |                              | 102,38           | 25 710 (2022)                     | 251                | modifier les données                        |

## Démographie

### Démographie avant 2015
| 1962   | 1968   | 1975   | 1982   | 1990   | 1999   | 2006   | 2011   | 2012   |
| ------ | ------ | ------ | ------ | ------ | ------ | ------ | ------ | ------ |
| 16 790 | 17 965 | 20 819 | 22 634 | 23 151 | 24 098 | 25 414 | 25 892 | 25 680 |

### Démographie depuis 2015
En 2022, le canton comptait 25 710 habitants, en évolution de +1,56 % par rapport à 2016 (Côtes-d'Armor : +1,78 %, France hors Mayotte : +2,11 %).
| 2013   | 2018   | 2022   |
| ------ | ------ | ------ |
| 25 442 | 25 156 | 25 710 |